# アスプミラ・スタディオン
アスプミラ・スタディオン（Aspmyra Stadion）は、ノルウェー・ボードーにあるサッカー専用スタジアム。1966年に開場し、FKボデ/グリムトがホームスタジアムとして使用している。

## 概要
1966年にサッカー専用スタジアムとして建設された。ボードー市の中心部に位置しており、ボードー空港からは徒歩5分で行けるアクセスの良いスタジアムでもある。東スタンドを除いた3つのスタンド全てに屋根があり、西スタンドにはスーパーマーケットが併設されるなど、スポーツ面以外の機能を併せ持つ。また、建設当初は陸上トラック付きの多目的スタジアムであったものの、1999年から1年間かけて行われた大規模な改修工事でトラックは撤去され、スタジアムの収容人数が現在の8,200人に増加した。

## 開催された主な試合
- 国際Aマッチ

| 日付          | ホームチーム | 結果 | アウェーチーム | ラウンド |
| ------------- | ------------ | ---- | -------------- | -------- |
| 2002年5月22日 | ノルウェー   | 1-1  | アイスランド   | 親善試合 |

## ギャラリー

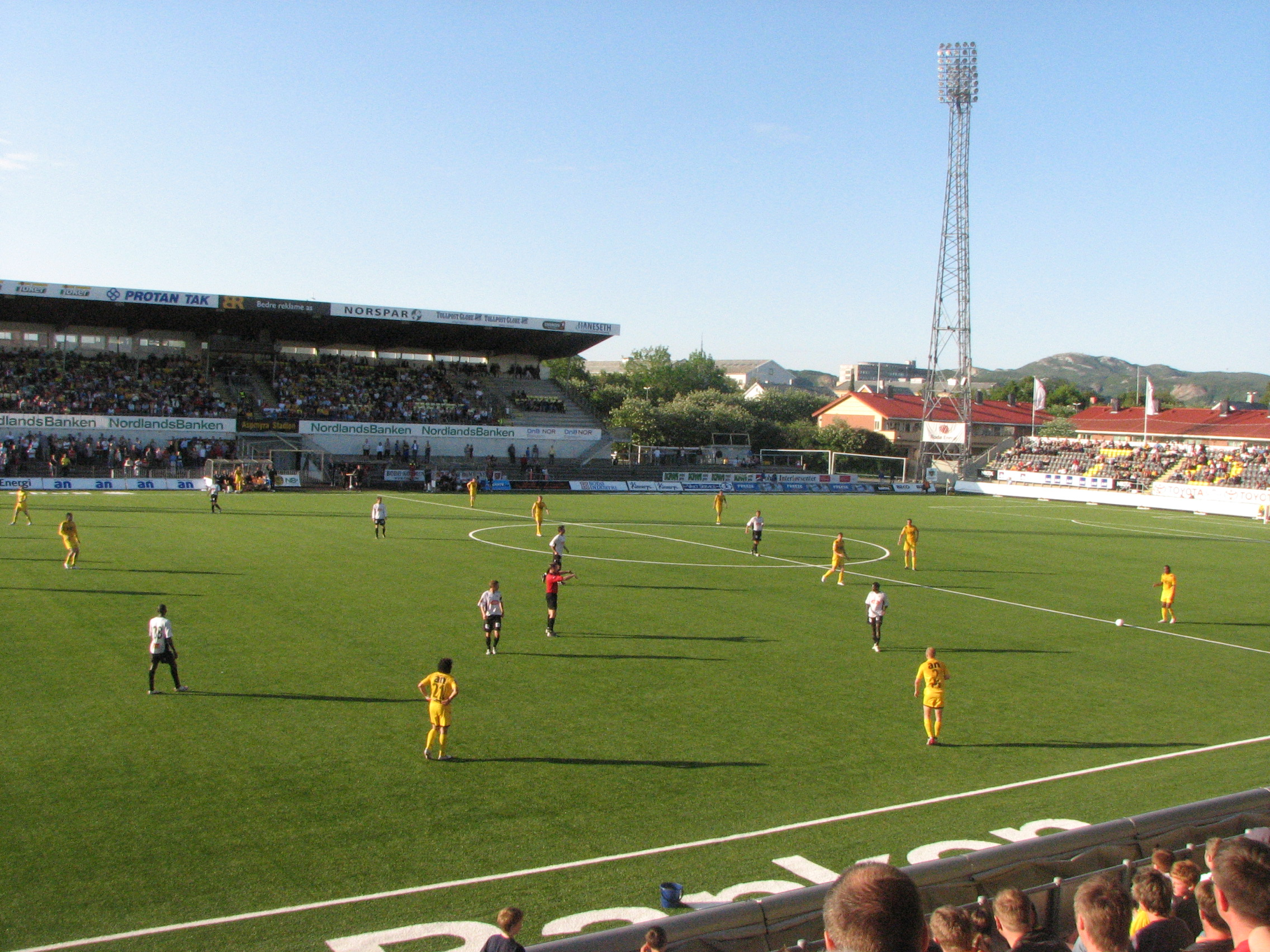
2007年のスタジアム
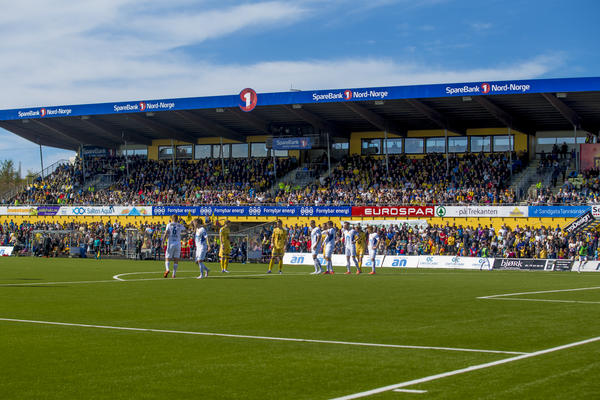
北スタンド